# ویسه (مریوان)
ویسه یک روستا در ایران است که در دهستان زریوار واقع شده‌است. ویسه ۸۲۵ نفر جمعیت دارد.